# De Havilland Ghost

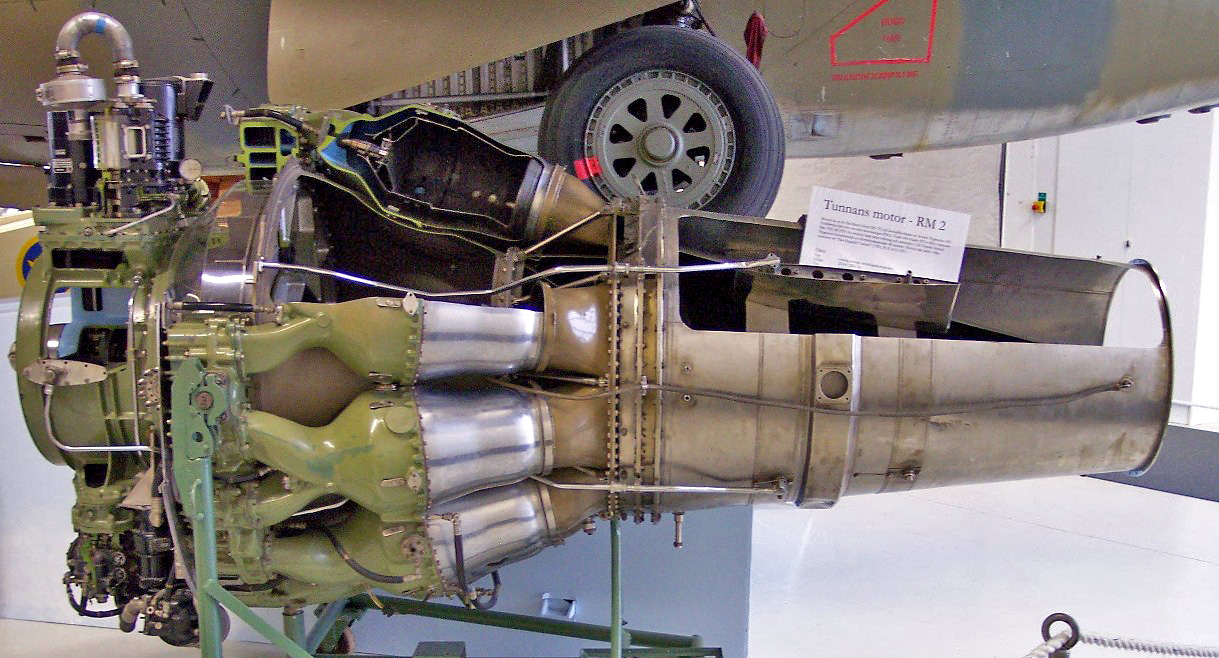
Ein in Schweden in Lizenz gebautes de Havilland Ghost, ein RM2

Das de Havilland Ghost oder Halford H-2 war ein britisches Turbinen-Strahltriebwerk der ersten Generation. Es beruhte auf dem kleineren de Havilland Goblin. Es handelte sich um ein Einwellentriebwerk. Der Verdichter war ein einstufiger Radialverdichter. Als Brennkammern kamen zehn Rohrbrennkammern zum Einsatz. Die Axialturbine war einstufig.
Die Entwicklung begann 1943, als erste Vorentwürfe für die De Havilland DH.106 Comet zeigten, dass das Goblin, seinerzeit noch Halford H-1 genannt, für ein solches Flugzeug zu leistungsschwach war. Noch während der erste Ghost-Prototyp gebaut wurde, übernahm de Havilland Halford.
Die ersten Triebwerkstests begannen 1944. 1945 wurde das Triebwerk erstmals im Flug in einer umgebauten Avro Lancastrian erprobt. Es gab Kontakte nach Schweden, und so konnte eine Lizenzfertigung bei Volvo Aero eingerichtet werden. Dort wurden die Triebwerke für die Saab 29 gefertigt. Sie trugen die schwedische Bezeichnung RM2.
In der Comet 1 und 1a kamen auch Ghost-Triebwerke zum Einsatz, bis stärkere Nachfolgetypen verfügbar waren. Die RAF zeigte ebenfalls Interesse an dem Triebwerk, um die Leistungen der De Havilland DH.100 Vampire zu verbessern. Diese Maschinen erhielten den Namen de Havilland DH.112 Venom.

## Versionen
| Typ           | Schub   | Drehzahl     | Gewicht | Druckverhältnis | Luftdurchsatz |
| Ghost 45      | 19,7 kN |              |         |                 |               |
| Ghost 48      | 21,6 kN |              |         |                 |               |
| Ghost 50 Mk 1 | 22,2 kN | 10.000 min−1 | 912 kg  | 4,5             | 37,5 kg/s     |
| Ghost 50 Mk 2 | 22,8 kN |              |         |                 |               |
| Ghost 50 Mk 4 | 23 kN   |              |         |                 |               |
| Ghost 103     | 21,6 kN |              |         |                 |               |
| Ghost 104     | 22,0 kN |              |         |                 |               |
| Ghost 105     | 22,9 kN |              |         |                 |               |

## Verwendung
- De Havilland DH.106 Comet
- Saab 29
- De Havilland DH.112 Venom
- „Ghost-Lancastrian“